# Pisiffik
Pisiffik A/S er en privatejet forretningskæde indenfor handel i Grønland. Aktiemajoriteten i selskabet ejes af NorgesGruppen og købmandsfonden KFI som i 2015 købte ejerskabet fra det danske Dagrofa.
Pisiffik har sammenlagt cirka 40 butikker i de seks største byer på Grønlands vestkyst: Aasiaat, Ilulissat, Maniitsoq, Nuuk, Qaqortoq, og Sisimiut.
I 2020 indgik Pisiffik i et partnerskab med den danske fast-food kæde Sunset-Boulevard, og driver nu 3 restauranter i Nuuk og Ilulissat.

## Baggrund
Pisiffik startede i 1992 under navnet KNI Pisiffik A/S som et datterselskab af KNI. KNI Pisiffik havde butikker i Grønland's største byer, og KNI Pilersuisoq i de mindre byer og distrikter. I 2001 blev Pisiffik A/S et selvstændigt selskab med Greenland Venture og Dagrofa som ejere i forbindelse med en privatisering af en del af KNI. I samme forbindelse blev Pisiffiks butikker i byerne Nanortalik, Narsaq, Paamiut og Qasigiannguit overtaget af KNI, som i 2002 også overtog butikkerne i lufthavnene Kangerlussuaq og Narsarsuaq. I 2016 blev hovedkontoret flyttet fra Sisimiut til Nuuk.
I juli 2019 overtog Pisiffik bolig- og møbelbutikken Sweet Home Greenland i Nuuk. Senere på året, i november 2019 opkøbte Pisiffik discountkæden Super1 med butikker i Nuuk og Ilulissat.  Den 29. juni 2020 lancerede Pisiffik en ny kæde af discountbutikker, kaldet Akiki, hvor de tidligere Super1 samt enkelte Pisiffik og Spar butikker blev omdannet til det nye koncept. De tidligere brugskunstbutikker Akiki skiftede navn til SuKu.

## Butikskæder
Pisiffik A/S opererer med følgende butikskæder i Grønland:
- Pisiffik - Supermarked
- SPAR - Dagligvarer
- Pisattat - Forbruger-elektronik
- Torrak Fashion - Tøjbutikker
- JYSK - Sengetøj og møbler
- Elgiganten - Forbruger-elektronik og hårde hvidevarer
- Nota Bene - Forbruger-elektronik butik i Nuuk
- ILVA - Møbler
- Akiki - Discount butik
- SuKu - Boligindretningsartikler og brugskunst
- KK Engros
- Sunset Boulevard